# Metil-lítio
Metil-lítio é um reagente de organolítio de fórmula empírica CH3Li. Este composto organometálico do bloco s adota uma estrutura oligomérica em solução e em estado sólido. É um composto altamente reativo, invariavelmente usado como solução em éter, é um reagente em síntese orgânica, bem como em química organometálica. Operações envolvendo metil-lítio requerem condições anidras, porque o composto é reage fortemente com a água. Oxigênio e dióxido de carbono também são incompatíveis com MeLi. Geralmente, o metil-lítio não é preparado, mas comprado como solução em vários éteres.

## Síntese
Na síntese direta, brometo de metila é tratado com uma suspensão de lítio em éter dietílico.
2 Li + MeBr → LiMe + LiBr
O brometo de lítio forma um complexo com o LiMe. A forma mais disponível comercialmente de LiMe consiste desse complexo. Metil-lítio livre de haleto é preparado a partir do cloreto de metila. O cloreto de lítio se precipita do éter dietílico por não formar um complexo forte com o metil-lítio. O filtrado consiste de metil-lítio relativamente puro.

## Reatividade
LiMe é ao mesmo tempo fortemente básico e altamente nucleofílico devido à carga parcial negativa no carbono e, portanto, particularmente reativo para doadores de elétrons e prótons. Ao contrário do n-BuLi, MeLi reage muito lentemente com THF a temperatura ambiente, e soluções em éter são indefinidamente estáveis. Água e álcoois reagem violentamente. Muitas reações envolvendo metil-lítio são conduzidas abaixo da temperatura ambiente. Embora MeLi possa ser usado para deprotonações, n-butil-lítio é mais empregado por ser menos caro e mais reativo.
Metil-lítio é muito usado como o equivalente sintético (sínton) do ânion metil. Por exemplo, cetonas reagem formando álcoois terciários em um processo de duas etapas:
Ph2CO  +  MeLi  →  Ph2C(Me)OLi
Ph2C(Me)OLi  +  H+  →  Ph2C(Me)OH  +  Li+
Haletos não-metálicos são convertidos a compostos de metila pelo metil-lítio:
PCl3  +  3 MeLi  →  PMe3  +  3 LiCl
Tais reações empregam mais comumente os haletos de metilmagnésio (reagentes de Grignard), que são quase sempre igualmente efetivos, e mais econômicos ou mais facilmente preparados in situ.
Também reage com dióxido de carbono para formar acetato de lítio:
CH3Li + CO2  →  CH3CO2-Li+
Metilcompostos de metais de transição podem ser preparados pela reação de MeLi com haletos desses metais.  Especialmente importante é a formação de compostos de organocobre (reagentes de Gilman), dos quais o mais útil é o dimetilcuprato de lítio. Este reagente é largamente usado em substituições nucleofílicas de epóxidos, haletos de alquila e sulfonatos de alquila, bem como para conjugar adições a carbonilcompostos α,β-insaturados pelo ânion metil.  Vários outros metilcompostos de metais de transição têm sido preparados.
ZrCl4  +  6 MeLi  →  Li2ZrMe6  +  4 LiCl

## Estrutura
Duas estruturas foram verificadas por cristalografia de raios X e espectroscopia NMR de 6Li, 7Li, e 13C. O cluster tetramérico consiste de um cubano distorcido, com os átomos de lítio e carbono em arestas alternadas. A distância Li---Li é de 2.68 Å, quase idêntica à da ligação Li-Li no gasoso dilítio. A distância C-Li é de 2.31 Å. O carbono está ligado a três átomos de hidrogênio e três de Li. A não-volatilidade do (MeLi)4 e sua insolubilidade em alcanos resulta do fato de que os clusteres interagem via inter-cluster interação agóstica. Diferentemente do cluster mais volumoso (terc-butil-Li)4, no qual interações intercluster são impedidas por efeitos estéricos, é volátil e solúvel em alcanos.
Código de cores: Li- azul C- preto H- branco
A forma hexamérica aparece como prismas hexagonais com átomos de Li e C se alternando nas arestas.
Código de cores: Li- azul C- preto H- branco
O grau de agregação, "n" para (MeLi)n, depende do solvente e da presença de aditivos (como brometo de lítio). Solventes hidrocarbônicos como o benzeno favorecem a formação do hexâmero, e solventes etéreos favorecem o tetrâmero.

## Ligação
Esses clusters são considerados "elétron-deficientes," isto é, eles não possuem elétrons suficientes para todos os átomos completarem o octeto por ligações covalentes convencionais, ao contrário da maioria dos compostos orgânicos. As ligações Li–C nos clusters cubano tetraméricos são ligações quadricentradas com dois elétrons (4c-2e), nas quais uma única ligação (par de elétrons) une quatro átomos simultaneamente, no caso o carbono do grupo metila e os três átomos de lítio adjacentes. Nessa ligação, um carbono e um lítio contribuem, cada um, com um elétron para a ligação, enquanto os outros dois lítios envolvidos contribuem com um orbital vazio cada, criando um orbital molecular que abrange os quatro átomos. As ligações C–H no grupo metila, por sua vez, são ligações covalentes normais. O carbono forma, portanto, três ligações covalentes comuns com os hidrogênios e uma ligação 4c-2e com os três lítios vizinhos. Essas ligações quadricentradas com 2 elétrons providenciam 6 dos 8 elétrons que o Li necessita para completar o octeto de sua segunda camada de elétrons, sendo o último orbital vazio de cada lítio completado por ligação coordenada recebida dos átomos de oxigênio do éter solvente ou de uma interação agóstica C—H--Li de um cluster vizinho no sólido (a qual é uma ligação tricentrada com 2 elétrons).
O cluster hexamérico observado em alguns outros meios solventes como o benzeno, apesar da estrutura diferente, também apresenta o mesmo sistema de ligações quadricentradas envolvendo o carbono ligante e três lítios vizinhos.
A força da ligação C-Li foi estimada em cerca de 57 kcal/mol por meio de medidas espectroscópicas de IR.